# Norbert Kiss
Norbert Kiss es un piloto húngaro de automovilismo que ha destacado en la modalidad de carreras de camiones. Se proclamó campeón del Campeonato de Europa de Carreras de Camiones en 2014, 2015, 2021, 2022 y 2023, corriendo para el Oxxo Truck Racing Team. Actualmente, corre en el Campeonato de Europa de Carreras de Camiones para el equipo Révész TRT.

## Trayectoria

### Turismos
Kiss comenzó su carrera corriendo en un simulador, el Live for Speed. Su éxito hizo que obtuviese un asiento en la edición de 2005 de la Copa Opel Astra, en la que acabó quinto (Rookie del año) con cuatro victorias. Un año más tarde ganó la Copa Clio con 10 victorias de carrera. En 2007 se proclamó campeón de la SEAT León Supercup húngara, en la que consiguió ocho victorias. Ese mismo año disputó una carrera de la Porsche Supercup, aunque sin poder sumar puntos para el campeonato. En 2008 repitió triunfo en la SEAT León Supercup con nueve podios, de los que cuatro fueron victorias. En 2009 se proclamó campeón de la  Copa Suzuki Swift con ocho victorias y de la Fórmula Renault. En 2010 acabó 6.º la SEAT León Supercup española.

### Carreras de Camiones
En 2011 su carrera da un giro radical, pasando de correr en turismos a correr en carreras de camiones, debutando en el Campeonato de Europa de Carreras de Camiones (ETRC) corriendo tres grandes premios para el Oxxo Truck Racing Team, remplazando a Zoltan Birnbauer. Acabó 12.º con una victoria y otros dos podios a bordo de un MAN. En el título de equipos, ayudó a sumar puntos en la alianza que el Oxxo tenía con el equipo Mi-Ka Racing, aunque acabaron últimos.
En 2012 su equipo, el Oxxo, se unió al Frankie Truck Racing Team, denominándose ambos equipos Frankie Oxxo Truck Racing Team. Disputó ocho de las once rondas, acabando 10.º con cinco victorias. 
En 2013 corre a tiempo completo para el Oxxo, teniendo de compañero de equipo a Benedek Major. Con sólo dos victorias pero con otros 17 podios y seis poles se situó cuarto en la general. En el título de equipos fueron cuartos.
En 2014 llegó su primer título continental. Ganó nueve carreras y obtuvo 10 poles. En el título de equipos, de nuevo junto a Major, volvió a ser cuarto. Fue un año cargado de polémica en su lucha por el título con sus potenciales rivales, especialmente con Antonio Albacete , con numerosos incidentes como el accidente en el Circuito del Jarama, donde hizo trompear al piloto español, o diversas maniobras como las de entorpecer al piloto del Cepsa Truck Team en numerosas sesiones de clasificación.
En 2015 tuvo su mejor año, arrasando con 17 poles de 20 posibles y con 19 victorias de carrera. Además, se subió al podium en 31 de las 40 carreras. Ese año, además de ganar su segundo título personal, fue pieza clave en el buen resultado del equipo en el Campeonato de equipos, que acabó segundo en alianza con el Lion Truck Racing ya que el equipo había perdido su segunda unidad.
Para la temporada de 2016, y contra todo pronóstico, Kiss fichó por el Tankpool24 Racing, que usaba un camión Mercedes-Benz. Se trataba de un equipo con un proyecto ambicioso, pero que nunca había estado en disposición de luchar por el campeonato. Su primera temporada fue difícil, con sólo una victoria y dos poles. Acabó el campeonato en 5.ª posición. Teniendo a André Kursim como compañero de equipo, acabaron quintos (o lo que es lo mismo, últimos) en el título de equipos.
En 2017 las expectativas eran más optimistas. El equipo progresó, consiguiendo Kiss siete victorias y cinco poles que le ayudaron a situarse tercero en la general. El equipo fue cuarto en el título de equipos. Tras estos resultados, y con la promesa de introducir nuevas mejoras en el camión, el futuro parecía alentador para el equipo germano y su espadón, Kiss.
Sin embargo, el equipo no estuvo a la altura en 2018, lejos de la lucha por el campeonato y con el único incentivo de ganar alguna carrera (de hecho, sólo una victoria, y en una carrera de parrilla invertida, y sin poles) y de entrar en los puestos de honor del campeonato. Finalmente, en un desastroso fin de semana en el Jarama, en el que no obtuvo ni un solo punto en tres de las cuatro carreras, le hicieron ser quinto en la general. Kiss llegó cuarto a ese fin de semana a menos de cinco puntos (los cuales no son muchos, teniendo en cuenta que se pueden ganar hasta 60 en un Gran Premio) de Albacete y teniendo detrás a menos de cinco puntos a Sascha Lenz. La polémica comenzó el viernes, cuando Kiss puso una queja a la organización para que Albacete no pudiese asistir a la rueda de prensa al no tener  el permiso necesario. El verdadero motivo era que, además de no poder asistir a la rueda de prensa, Albacete sería (y fue) sancionado con no poder disputar los entrenamientos libres del sábado. En la carrera 1 Kiss y Albacete llegaron en paralelo a la Súper 7 luchando por el segundo puesto. Kiss se abrió en exceso en la curva y dejó sin espacio a Albacete, que se fue a la puzolana. Al volver al interior, Lacko, que iba cuarto, chocó con Kiss, quien se cruzó peligrosamente desde el exterior hasta el interior de la pista, de modo que el húngaro trompeó y quedó parado en medio de la pista. Su camión fue envestido por André Kursim, y este a su vez por Frankie Vojtíšek, y este por Luis Recuenco y, finalmente, éste a su vez por Jamie Anderson.☃☃ Todos los camiones se retiraron con grandes daños (de hecho, el impacto fue tal que Vojtíšek no fue autorizado para correr por los médicos el resto del Gran Premio). En la carrera vespertina el camión, debido a los graves daños, tuvo que ser retirado, al igual que en la primera del domingo. Finalmente, no sólo no adelantó a Albacete en la general, sin que él mismo fue adelantado por Lenz. Sin embargo, el año no estuvo condicionado por ese fin de semana. Durante todo el año, espeallamente durante el mes de vacaciones entre el cuarto y el quinto Gran Premio, se prometió un nuevo motor más potente que nunca llegó. En el título de equipos, él y su compañero Steffen Faas finalizaron quintos de siete.
No obstante, en 2019 parecía que se iba a revertir la situación, ya que el Tankpool24 fichó al ingeniero de confianza de Kiss, con quien coincidió en sus grandes temporadas en el Oxxo, Csaba Bakó. Sin embargo, el rendimiento no fue muy bueno, acabando sexto, con cuatro victorias y una pole. Junto a su compañero Fabio Citignola fue cuarto en la general de equipos.
Los malos resultados provocaron su salida del equipo (aunque éste había asegurado que continuaría en él), uniéndose al equipo de nueva creación húngaro Révész TRT, con un camión MAN. La temporada empezó bien sin ni siquiera correr un Gran Premio, ya que se proclamó campeón del ETRC Digital Racing Challenge 2020, una competición creada por la ETRA para competir durante la pandemia de COVID-19. La temporada real comenzó muy bien. Lideró todos los libres, consiguió dos poles, dos poles y una victoria en tres carreras(en la primera de ellas). No obstante, en la tercera lideraba pero, en la penúltima vuelta tuvo problemas mecánicos. Perdió dos posiciones, pero salvó el podio llegando a la línea de meta a pesar de esos problemas.
Después llegaba su Gran Premio de casa, en Hungaroring, donde fue segundo en la primera carrera y se anotó un hat-trick de victorias en las restantes. Pese a que salió de Hungaroring como líder de la general y máximo favorito para ganar el campeonato, no pudo conseguir su tercera corona, pues el campeonato se canceló debido a la crisis del coronavirus.

## Resultados

### Campeonato de Europa de Carreras de Camiones
| Año  | Camión        | N.º | Pilotos                | 1       | 1       | 1      | 1       | 2      | 2     | 2     | 2      | 3      | 3       | 3       | 3       | 4      | 4       | 4     | 4      | 5      | 5       | 5     | 5       | 6      | 6       | 6       | 6       | 7       | 7       | 7       | 7       | 8       | 8       | 8       | 8       | 9       | 9      | 9       | 9       | 10    | 10    | 10    | 10      | 11    | 11    | 11    | 11    | Posición | Puntos |
| ---- | ------------- | --- | ---------------------- | ------- | ------- | ------ | ------- | ------ | ----- | ----- | ------ | ------ | ------- | ------- | ------- | ------ | ------- | ----- | ------ | ------ | ------- | ----- | ------- | ------ | ------- | ------- | ------- | ------- | ------- | ------- | ------- | ------- | ------- | ------- | ------- | ------- | ------ | ------- | ------- | ----- | ----- | ----- | ------- | ----- | ----- | ----- | ----- | -------- | ------ |
| 2011 | MAN           | 12  | Oxxo Truck Racing Team | DON     | DON     | DON    | DON     | MIS    | MIS   | MIS   | MIS    | ALB    | ALB     | ALB     | ALB     | NOG    | NOG     | NOG   | NOG    | NUR    | NUR     | NUR   | NUR     | SMO    | SMO     | SMO     | SMO     | MOS     | MOS     | MOS     | MOS     | ZOL 8   | ZOL 4   | ZOL 6   | ZOL 4   | JAR 12  | JAR 8  | JAR 8   | JAR 1   | LMS 8 | LMS 3 | LMS 7 | LMS 2   |       |       |       |       | 12.º     | 63     |
| 2012 | MAN           | 12  | Oxxo Truck Racing Team | EST     | EST     | EST    | EST     | MIS    | MIS   | MIS   | MIS    | JAR 20 | JAR DNS | JAR 8   | JAR Ret | NOG 12 | NOG 11  | NOG 7 | NOG 15 | DON 8  | DON 7   | DON 8 | DON 1   | NUR    | NUR     | NUR     | NUR     | SMO DNS | SMO DNS | SMO 14  | SMO 11  | MOS 9   | MOS 9   | MOS 9   | MOS 9   | ZOL 4   | ZOL 11 | ZOL Ret | ZOL 18  | JAR 8 | JAR 1 | JAR 7 | JAR 1   | LMS 8 | LMS 1 | LMS 8 | LMS 1 | 10.º     | 98     |
| 2013 | MAN           | 10  | Oxxo Truck Racing Team | MIS 13  | MIS Ret | MIS 2  | MIS 7   | NAV 10 | NAV 7 | NAV 2 | NAV 4  | NOG 3  | NOG 4   | NOG 5   | NOG 3   | RBR 3  | RBR 2   | RBR 3 | RBR 2  | NUR 7  | NUR Ret | NUR 3 | NUR 1   | SMO 1  | SMO 5   | SMO DNS | SMO DNS | MOS 9   | MOS Ret | MOS 4   | MOS Ret | ZOL 2   | ZOL 3   | ZOL 3   | ZOL 3   | JAR 4   | JAR 2  | JAR 2   | JAR Ret | LMS 2 | LMS 4 | LMS 2 | LMS Ret |       |       |       |       | 4.º      | 301    |
| 2014 | MAN           | 4   | Oxxo Truck Racing Team | MIS 5   | MIS 1   | MIS 1  | MIS 10  | NAV 2  | NAV 2 | NAV 2 | NAV 2  | NOG 2  | NOG 6   | NOG 3   | NOG 2   | RBR 1  | RBR 3   | RBR 3 | RBR 2  | NUR 2  | NUR 3   | NUR 5 | NUR 3   | MOS 1  | MOS 6   | MOS 7   | MOS DNS | ZOL 2   | ZOL 2   | ZOL 1   | ZOL 4   | JAR 1   | JAR 5   | JAR 1   | JAR 6   | LMS 1   | LMS 3  | LMS 1   | LMS 6   |       |       |       |         |       |       |       |       | 1.º      | 401    |
| 2015 | MAN           | 1   | Oxxo Truck Racing Team | VAL 2   | VAL 1   | VAL 1  | VAL 4   | RBR 1  | RBR 1 | RBR 1 | RBR 1  | MIS 3  | MIS 1   | MIS 1   | MIS 3   | NOG 7  | NOG 1   | NOG 1 | NOG 5  | NUR 1  | NUR 5   | NUR 1 | NUR 4   | MOS 1  | MOS 4   | MOS 2   | MOS 4   | HUN 1   | HUN 3   | HUN 1   | HUN 2   | ZOL 1   | ZOL 3   | ZOL 1   | ZOL 2   | JAR 1   | JAR 3  | JAR 1   | JAR 11  | LMS 3 | LMS 3 | LMS 2 | LMS Ret |       |       |       |       | 1.º      | 599    |
| 2016 | Mercedes-Benz | 1   | Tankpool24 Racing      | RBR 8   | RBR Ret | RBR 6  | RBR 6   | MIS 8  | MIS 4 | MIS 3 | MIS 11 | NOG 1  | NOG 6   | NOG Ret | NOG Ret | NUR 4  | NUR 3   | NUR 3 | NUR 4  | HUN 2  | HUN 3   | HUN 2 | HUN 3   | MOS 10 | MOS 6   | MOS 6   | MOS 4   | ZOL 6   | ZOL Ret | ZOL 4   | ZOL Ret | JAR 9   | JAR 7   | JAR 5   | JAR Ret | LMS 2   | LMS 4  | LMS Ret | LMS Ret |       |       |       |         |       |       |       |       | 5.º      | 216    |
| 2017 | Mercedes-Benz | 24  | Tankpool24 Racing      | RBR 6   | RBR 2   | RBR 10 | RBR Ret | MIS 2  | MIS 9 | MIS 2 | MIS 3  | NUR 2  | NUR 9   | NUR 2   | NUR C   | SVK 1  | SVK 8   | SVK 1 | SVK 3  | HUN 1  | HUN Ret | HUN 1 | HUN Ret | MOS 3  | MOS 17† | MOS 5   | MOS 4   | ZOL 1   | ZOL 2   | ZOL 5   | ZOL 3   | LMS 3   | LMS 1   | LMS 4   | LMS 5   | JAR 16† | JAR 5  | JAR 1   | JAR 6   |       |       |       |         |       |       |       |       | 3.º      | 315    |
| 2018 | Mercedes-Benz | 3   | Tankpool24 Racing      | MIS DSQ | MIS 5   | MIS 3  | MIS 4   | HUN 2  | HUN 5 | HUN 4 | HUN 3  | NUR 3  | NUR 4   | NUR 19  | NUR 6   | SVK 4  | SVK 4   | SVK 6 | SVK 1  | MOS 5  | MOS 3   | MOS 4 | MOS 2   | ZOL 4  | ZOL 8   | ZOL 12  | ZOL 5   | LMS 3   | LMS 7   | LMS 4   | LMS 10  | JAR DNS | JAR Ret | JAR Ret | JAR 7   |         |        |         |         |       |       |       |         |       |       |       |       | 5.º      | 207    |
| 2019 | Mercedes-Benz | 5   | Tankpool24 Racing      | MIS 4   | MIS 7   | MIS 1  | MIS Ret | HUN 6  | HUN 5 | HUN 3 | HUN 6  | SVK 5  | SVK 4   | SVK 5   | SVK 2   | NUR 3  | NUR Ret | NUR 7 | NUR 1  | MOS 14 | MOS 11  | MOS C | MOS C   | ZOL 5  | ZOL 3   | ZOL 3   | ZOL 4   | LMS DSQ | LMS DNS | LMS Ret | LMS Ret | JAR 6   | JAR 1   | JAR 5   | JAR 1   |         |        |         |         |       |       |       |         |       |       |       |       | 6.º      | 190    |
| 2020 | MAN           | 40  | Révész TRT             | MOS 1   | MOS 6   | MOS 3  | MOS C   | HUN 2  | HUN 1 | HUN 1 | HUN 1  |        |         |         |         |        |         |       |        |        |         |       |         |        |         |         |         |         |         |         |         |         |         |         |         |         |        |         |         |       |       |       |         |       |       |       |       | -        | -      |
| 2021 | MAN           | 41  | Révész TRT             | HUN Ret | HUN C   | HUN 1  | HUN 1   | MOS 1  | MOS 3 | MOS 1 | MOS 5  | ZOL 1  | ZOL 8   | ZOL 4   | ZOL 1   | LMS 3  | LMS 1   | LMS 1 | LMS 5  | JAR 1  | JAR 4   | JAR 1 | JAR 5   | MIS 2  | MIS 3   | MIS 1   | MIS 6   |         |         |         |         |         |         |         |         |         |        |         |         |       |       |       |         |       |       |       |       | 1.º      | 276    |

### Porsche Supercup
| Año  | Coche           | N.º | Equipo     | 1   | 1   | 2   | 3   | 4   | 5   | 6   | 7      | 8   | 9   | 10  | Posición | Puntos |
| ---- | --------------- | --- | ---------- | --- | --- | --- | --- | --- | --- | --- | ------ | --- | --- | --- | -------- | ------ |
| 2007 | Porsche Carrera | 88  | Porsche AG | BHR | BHR | MOT | MON | MAG | SIL | NÜR | HUN 16 | IST | MZA | SPA | -        | -      |